# Vlekkem
Vlekkem est une section de la commune belge d'Erpe-Mere dans le Denderstreek sur le Molenbeek située en Région flamande dans la province de Flandre-Orientale. C'était une commune à part entière avant la fusion des communes de 1977.

## Démographie

### Évolution démographique

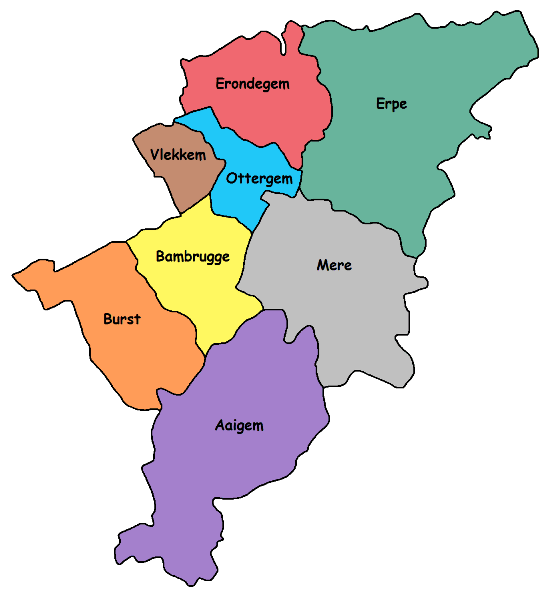
Localisation de Vlekkem dans Erpe-Mere

- Sources : INS, Rem. : 1831 jusqu'en 1970 = recensements, 1976 = nombre d'habitants au 31 décembre[2].

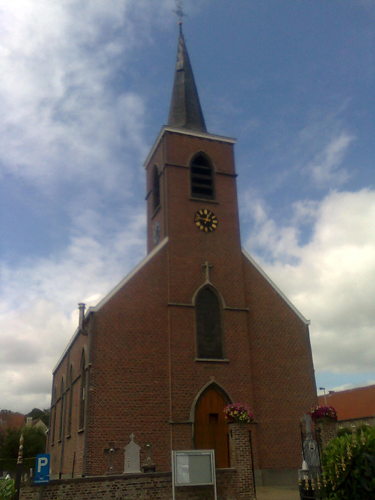
L'église de Vlekkem
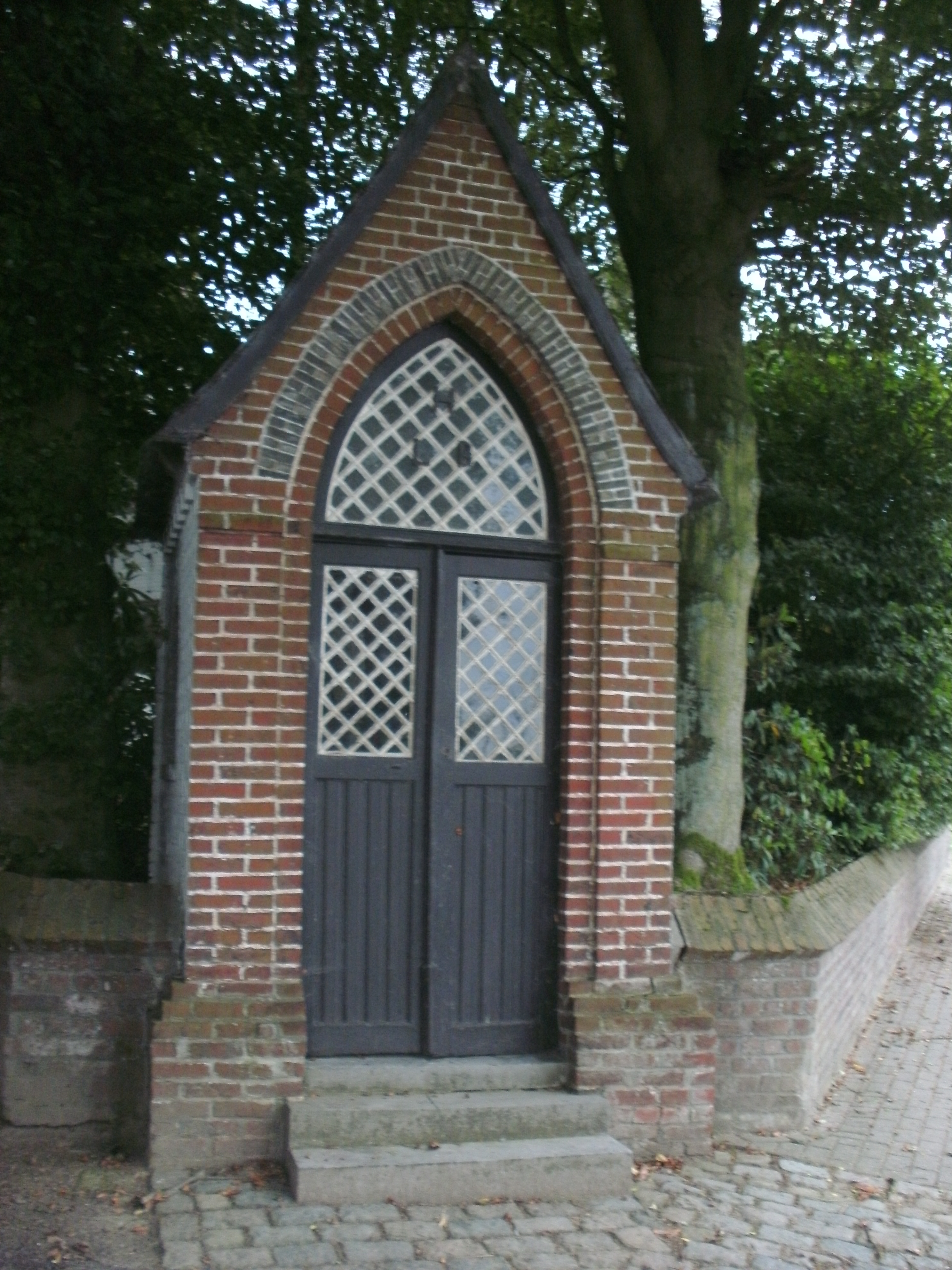
La chapelle à Keerstraat à Vlekkem
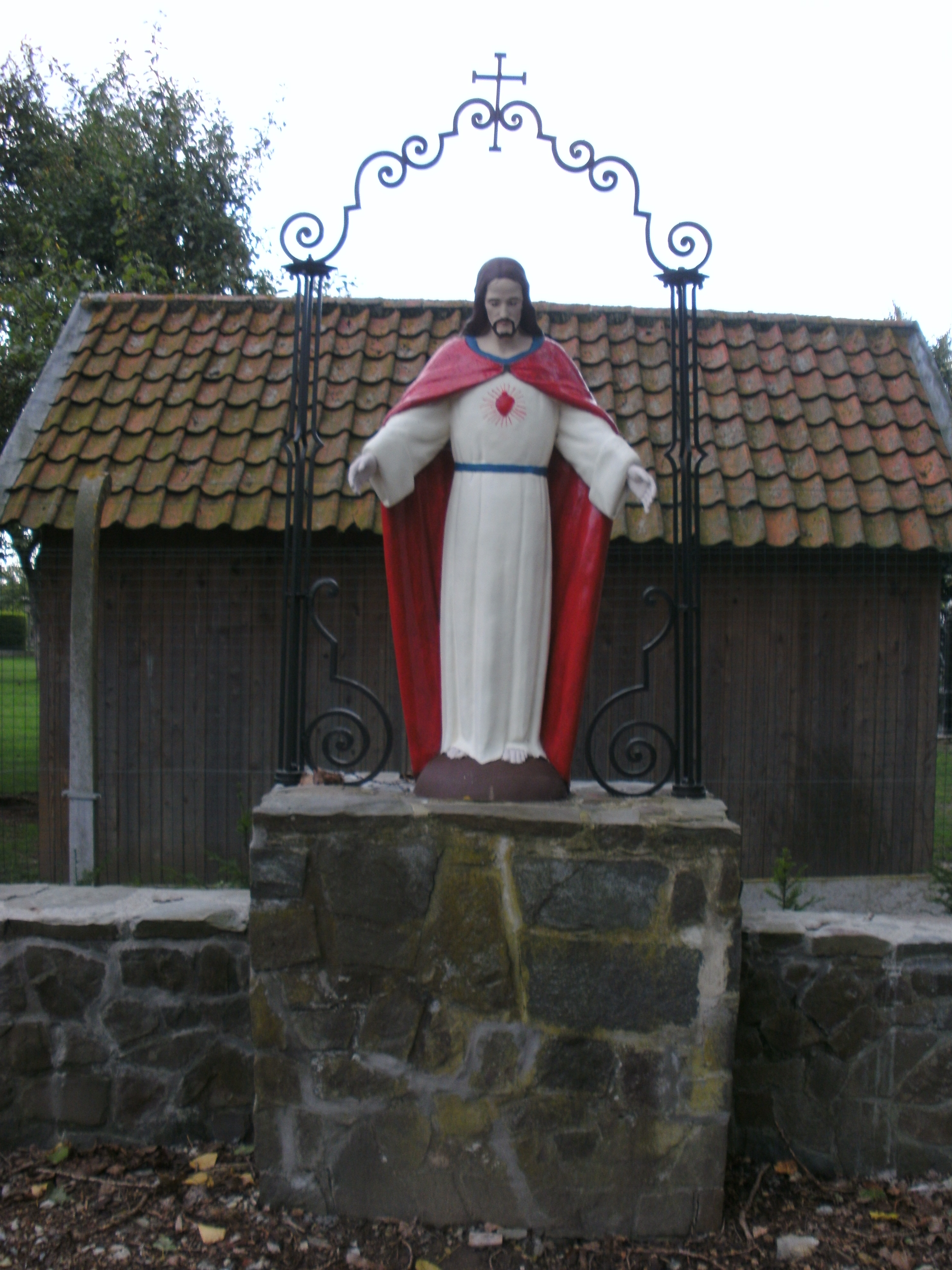
La statue du Christ à Keerstraat à Vlekkem
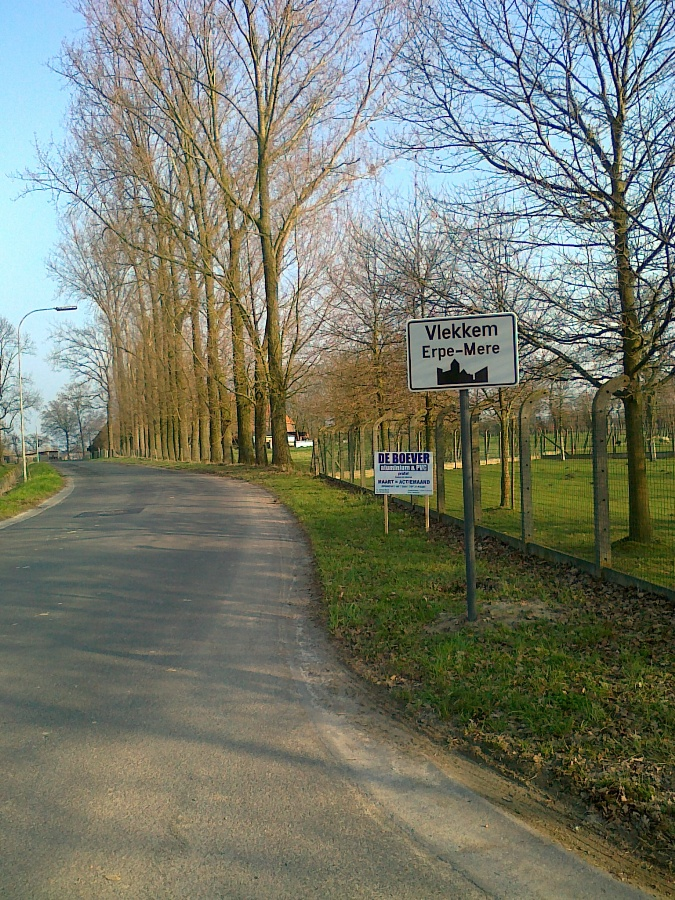
Le commencement de l'agglomération de Vlekkem
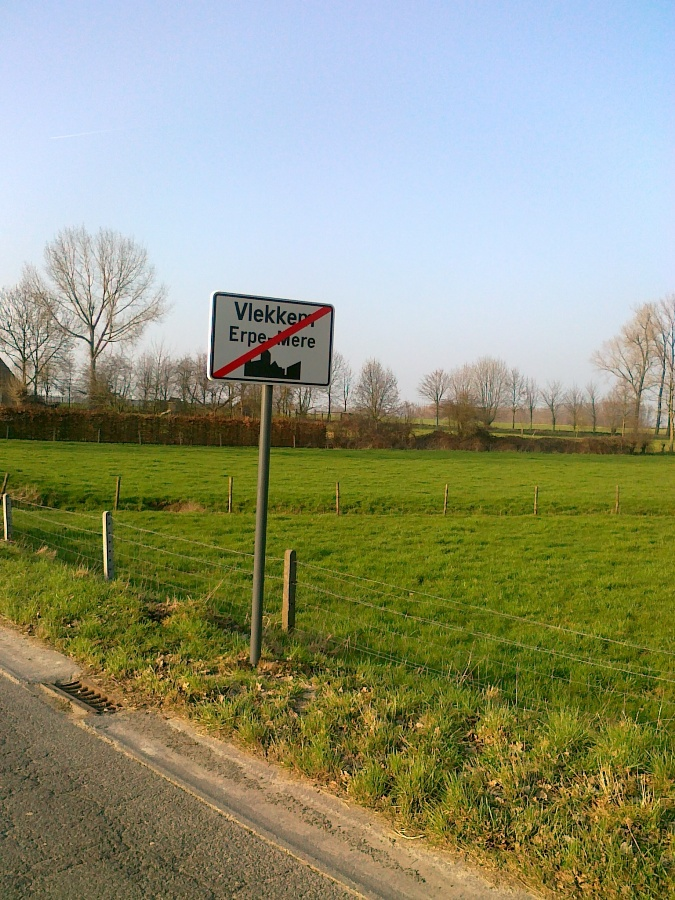
La fin de l'agglomération de Vlekkem